# مارسيل كوستا
مارسيل كوستا (بالإسبانية: Marcel Costa)‏ هو سائق سباق ومهندس إسباني، ولد في 4 نوفمبر 1978.

## وصلات خارجية
- مارسيل كوستا على موقع DriverDB.com (الإنجليزية)